# Staryj Bieriezaj
Staryj Bieriezaj (ros. Старый Березай) – wieś (dieriewnia) w Rosji, w obwodzie twerskim, w rejonie bołogowskim. W 2010 liczyła 8 mieszkańców.